# Organisation de la recherche clinique académique sur le cancer en France
En France, les acteurs de la recherche en cancérologie sont organisés en de multiples groupes coopérateurs et sociétés savantes qui se sont structurés dans la plupart des spécialités au fil des années 1980 à 1990. Depuis 2012, l'Institut national du cancer (INCa) soutient leur regroupement et leur structuration afin d'accroître la visibilité internationale et l'attractivité de la recherche clinique française en cancérologie. 

## Les intergroupes coopérateurs (IGC) labellisés par l'Institut National du Cancer
Les intergroupes coopérateurs (IGC) sont des groupes académiques indépendants et à but non lucratif, associant des médecins et des professionnels de la recherche médicale, qui collaborent pour développer et conduire des essais cliniques dans le domaine du cancer. La labellisation des intergroupes coopérateurs, initiée par l'Institut national du cancer (INCa) en 2012, avait pour objectifs : 
- de favoriser le regroupement et d'améliorer la collaboration entre groupes coopérateurs à l'échelon national et à couvrir les différentes pathologies du cancer ;
- de favoriser l'interaction entre l'Institut et les groupes coopérateurs pour la conception et la conduite d'essais cliniques et la recherche translationnelle, et de contribuer à renforcer les actions de dynamisation de la recherche clinique ;
- d'améliorer la visibilité internationale et l'attractivité de la recherche clinique française, et de développer la coopération européenne et internationale dans la recherche clinique et translationnelle française.

L'appel à candidatures s'adressait uniquement à des structures opérationnelles de la recherche clinique académique en cancérologie, indépendantes et à but non lucratif, associant des médecins et des professionnels de la recherche médicale. Six intergroupes coopérateurs ont ainsi été labellisés en 2022 par l'INCa sur la base de leur envergure, leur visibilité internationale, leur capacité à réaliser la recherche clinique et cognitive, à collaborer dans le domaine de la recherche clinique, à gérer les essais cliniques et les ressources humaines dévolues à la recherche.  Lors de la deuxième campagne (2017-2018), 13 intergroupes coopérateurs français de dimension internationale agissant dans le domaine du cancer ont été labellisés. La dernière campagne de labellisation des intergroupes coopérateurs français s’est déroulée en 2022 et 14 intergroupes ont été labellisés.
| ARCAGY-GYNECO : Association de recherche sur les cancers dont gynécologiques (ARCAGY) et Groupe d'investigateurs nationaux pour l'étude des cancers ovariens et du sein (GINECO) | Cancers gynécologiques |
| CIGAL : Cooperative Intergroup for Advances in Leukemia 5 groupes membres de l'Intergoupe CIGAL : ALFA (Acute Leukemia French Association), FILO (French Innovative Leukemia Organization), GRAALL (Group for Research on Adult Acute Lymphoblastic Leukemia), GFM (Groupe Français des Myélodysplasies) et FIM (France Intergroupe Syndromes Myéloprolifératifs) | Leucémies aiguës       |
| DIALOG : intergroupe coopérateur en oncologie gériatrique | Oncologie gériatrique  |
| GETUG-AFU Alliance : intergroupe coopérateur en cancers urologiques | Cancers urologiques    |
| GRRR-OH : groupe de recherche respiratoire en réanimation onco-hématologique | Tous cancers           |
| ORL : Groupe d'oncologie radiothérapie tête et cou (GORTEC), Groupe d'étude des tumeurs tête et cou (GETTEC) et le Groupe coopérateur multidisciplinaire en oncologie (GERCOR) | Cancers ORL            |
| IFCT : intergroupe francophone de cancérologie thoracique | Cancers thoraciques    |
| IGCNO/ANOCEF : intergroupe coopérateur de neuro-oncologie (IGCNO), Association des neuro-oncologues d’expression française (ANOCEF) | Neuro-oncologie        |
| IFM : intergroupe francophone du myélome | Myélomes               |
| INTERSARC : intergroupe sur les sarcomes | Sarcomes               |
| LYSA-LYSARC : LYSA-LYSARC : The Lymphoma Study Association (LYSA) - The Lymphoma Academic Research Organisation (LYSARC) | Lymphomes              |
| PRODIGE : Partenariat de recherche en oncologie digestive regroupant la Fédération francophone de cancérologie digestive (FFCD), Unicancer GastroIntestinal Group (UCGI) et le Groupe coopérateur multidisciplinaire en oncologie (GERCOR) | Cancers digestifs      |
| SFCE : Société française de lutte contre les cancers et les leucémies de l'enfant et de l'adolescent | Oncologie pédiatrique  |
| UCBG : French Breast Cancer Intergroup - Unicancer | Cancers du sein        |

A noter que parmi les groupes européens, on retrouve l'ESMO (European Society for Medical Oncology, Société européenne d'oncologie médicale), qui rassemble des professionnels de santé pour promouvoir l'excellence en oncologie, ainsi que l'EORTC (European Organisation for Research and Treatment of Cancer, Organisation européenne pour la recherche et le traitement du cancer), qui a pour mission de promouvoir, coordonner, analyser et publier des recherches cliniques en cancérologie. Aux Etats-Unis, l'Alliance for Clinical Trials in Oncology est un réseau qui mène des essais cliniques à grande échelle pour tester de nouvelles stratégies thérapeutiques. Ces collaborations transatlantiques permettent d'accélérer les progrès dans la lutte contre le cancer en combinant les ressources, les connaissances et les compétences des deux continents

## La Stratégie décennale de lutte contre les cancers
La Stratégie décennale de lutte contre les cancers 2021-2030 s’inscrit dans la continuité des Plans cancer précédents. Une forte participation des intergroupes coopérateurs est attendue pour atteindre les objectifs de la stratégie, en particulier dans la proposition et la conduite d’essais cliniques visant à répondre aux grandes questions thérapeutiques de l’augmentation de la survie et de la réduction des effets indésirables, notamment tardifs, des traitements.

## Les membres du réseau des Groupes Coopérateurs en Oncologie (GCO)
Dix des groupes ou intergroupes labellisés par l'INCa ont souhaité se fédérer au sein du réseau des Groupes Coopérateurs en Oncologie (GCO) en 2009.  Les groupes ayant vocation à être membre de ce réseau devaient posséder une structure opérationnelle (distincte des établissements de santé) permettant de concevoir, promouvoir et conduire des études cliniques, en France et à l'international et d'en communiquer les résultats. Les Groupes Coopérateurs en Oncologie coordonnent ainsi des essais à grande échelle, au sein d'une multitudes de centres, sans être directement affiliés à des hôpitaux. Leurs rôles en tant que promoteurs non hospitaliers les rend indépendants des structures hospitalières, ce qui peut offrir une plus grande flexibilité dans la conception et la coordination des études cliniques.
Les domaines d’expertise des membres du réseau GCO s’étendent des tumeurs solides de l’adulte telles que digestives, gynécologiques, thoraciques, localisations tête et cou (ORL), jusqu’aux cancers du sang tels que lymphomes, leucémies de l’enfant et de l'adulte, myélomes et gammapathies monoclonales. Les intergroupes s’investissent également dans des indications tumorales rares ou orphelines, ou encore dans des populations spécifiques telles que les patients âgés. Voir la liste ci-dessous des 10 groupes et intergroupes membres du réseau GCO :
| ARCAGY-GYNECO : Association de recherche sur les cancers dont gynécologiques (ARCAGY) et Groupe d'investigateurs nationaux pour l'étude des cancers ovariens et du sein (GINECO) | Cancers gynécologiques   |
| CIGAL : Cooperative Intergroup for Advances in Leukemia 5 groupes membres de l'Intergroupe CIGAL : ALFA (Acute Leukemia French Association), FILO (French Innovative Leukemia Organization), GRAALL (Group for Research on Adult Acute Lymphoblastic Leukemia), GFM (Groupe Français des Myélodysplasies) et FIM (France Intergroupe Syndromes Myéloprolifératifs) | Leucémies aiguës         |
| FFCD : Fédération Francophone de Cancérologie Digestive | Cancers digestifs        |
| GERCOR | Cancérologie             |
| GORTEC : Groupe d'oncologie radiothérapie tête et cou | Cancers ORL              |
| IFCT : Intergroupe Francophone de Cancérologie Thoracique | Cancers thoraciques      |
| IGCNO/ANOCEF : intergroupe coopérateur de neuro-oncologie (IGCNO), Association des neuro-oncologues d’expression française (ANOCEF) | Neuro-oncologie          |
| IFM : Intergroupe Francophone du Myélome | Myélomes                 |
| LYSA-LYSARC : The Lymphoma Study Association (LYSA) - The Lymphoma Academic Research Organisation (LYSARC) | Lymphomes                |
| SFCE : Société française de lutte contre les cancers et les leucémies de l'enfant et de l'adolescent | Cancérologie pédiatrique |

Une présidence tournante du réseau des GCO a été mise en place en 2015 afin de faciliter des échanges de bonnes pratiques, identifier des axes et questions de recherche clinique prioritaires, et initier des projets multi-organes au sein du réseau. L'Intergroupe Francophone de Cancérologie Thoracique (IFCT) en assure la présidence pour la période 2025-2026.
Une convention de partenariat a été signée en 2023 entre le réseau des Groupes Coopérateurs en Oncologie et la Ligue contre le cancer afin de promouvoir leur engagement commun en faveur d’actions au service des patients atteints d’un cancer. Cette signature vise à officialiser, renforcer et pérenniser la collaboration existante depuis 2009 avec le Comité de patients pour la recherche clinique pour la relecture des notes d’information qui sont utilisées par les médecins afin de recueil le consentement des patients. 

## Financement
Le financement des études des Groupes Coopérateurs en Oncologie est réalisé grâce à des financements publics (Programme hospitalier de recherche clinique et appels d’offres de l’Institut National du Cancer), des associations caritatives ou des fondations (Ligue nationale contre le cancer, fondation ARC pour la recherche sur le cancer), ainsi que par des contrats de partenariat avec l’industrie pharmaceutique.  La collaboration entre les parties est formalisée, pour chaque projet, par une convention de partenariat destinée à assurer à la fois l’indépendance scientifique des groupes coopérateurs et la confiance des industriels. La Charte de transparence des GCO rappelle leurs engagements d’une transparence complète que ce soit dans leur fonctionnement statutaire, leur gestion financière, leur relation avec l’industrie ainsi que dans la diffusion académique de l’ensemble des résultats de leurs études cliniques. La signature en 2009 d’une Charte des relations avec l’industrie est venue consacrer leur engagement vers toujours plus de transparence, que ce soit dans leur fonctionnement statutaire, leur gestion financière, ainsi que dans la diffusion académique des résultats de leurs études cliniques.